# 4294967295
Título a ser usado para criar uma ligação interna é 4294967295.
4 294 967 295 é o maior número inteiro que pode ser representado em notação binária usando-se 32 bits, ou quatro bytes, por ser igual a 232 - 1. Ele é o maior número inteiro positivo (unsigned, unsigned int, uint ou unsigned integer) em várias linguagens de programação e suas implementações, como MySQL, Visual C++, C#, etc.
Como 232 - 1 pode ser fatorado como (216 + 1) . (28 + 1) . (24 + 1) . (22 + 1) . (21 + 1), e cada parcela é um primo de Fermat, então um polígono regular de 4 294 967 295 lados pode ser construído com régua e compasso. Como não existe nenhum primo de Fermat conhecido maior que 65537 = 216 + 1, segue-se que este é o maior polígono regular conhecido com um número ímpar de lados que pode ser construído com régua e compasso.